# علي رضا عزيزي
علي رضا عزيزي (بالفارسية: علیرضا عزیزی)، من مواليد 12 يناير 1950م في مدينة عبادان الإيرانية، هو لاعب كرة قدم إيراني سابق ومركزه مهاجم، لعب مع المنتخب الإيراني لكرة القدم من عام 1972 إلى سنة 1976م، وشارك في دورة الألعاب الصيفية الأولمبية مرتين سنة 1972م و1976م، وكأس آسيا 1976م التي استضافته إيران.

## وصلة خارجية
- علي رضا عزيزي على موقع الاتحاد الدولي (مؤرشف)  (الإنجليزية)
- علي رضا عزيزي على موقع قاعدة بيانات كرة القدم.إي يو (الإنجليزية)
- علي رضا عزيزي على موقع ناشيونال فوتبول تيمز (الإنجليزية)
- علي رضا عزيزي على موقع أوليمبيديا (الإنجليزية)